# Marcel Leboeuf
Pour les articles homonymes, voir Leboeuf.

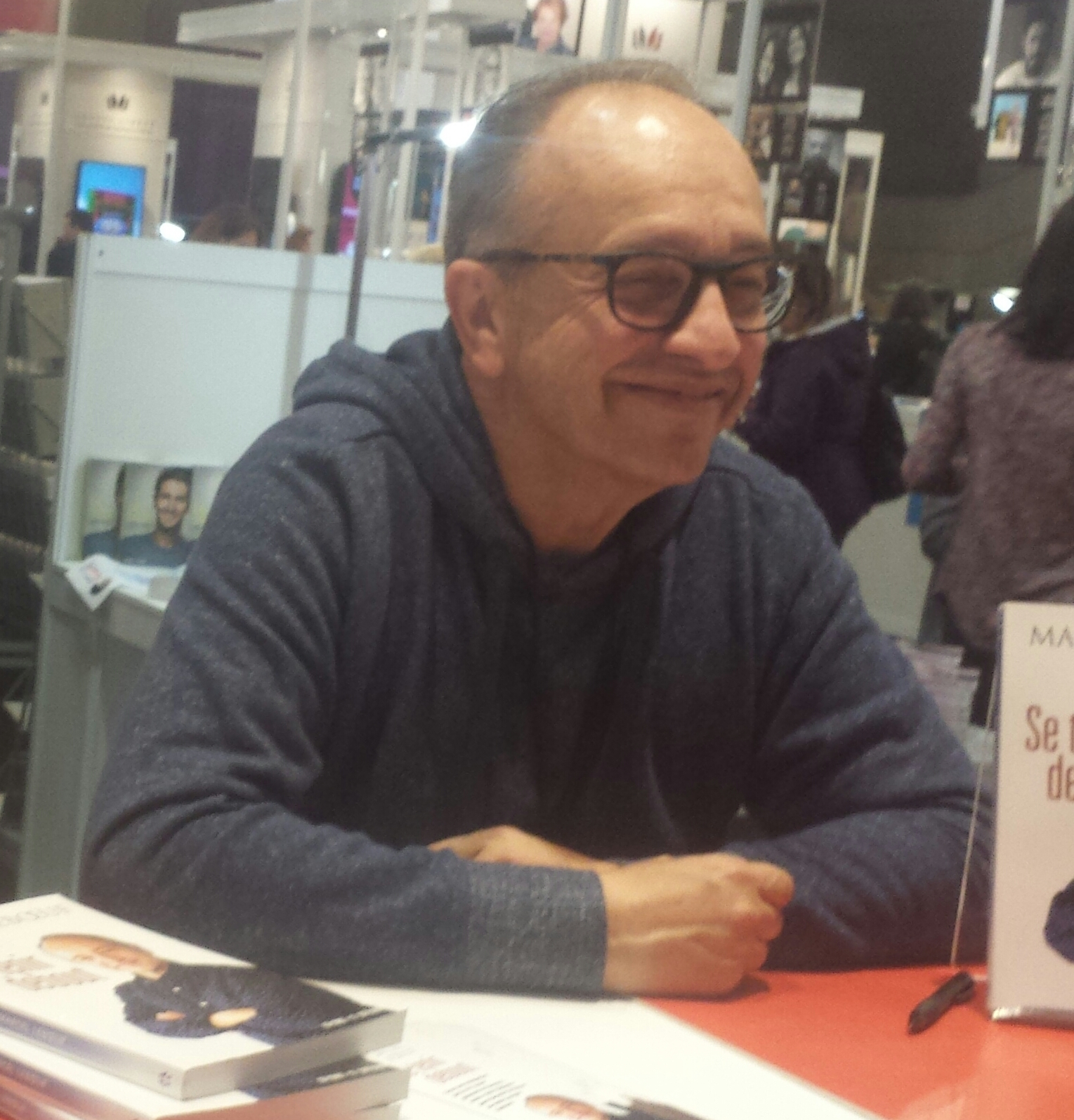
photo de Marcel LeBoeuf (16/11/2018)

Marcel Leboeuf est un acteur et conférencier québécois né à Lévis le 15 juillet 1954.

## Biographie
Il est le père de la comédienne Laurence Leboeuf, née de sa première union avec la comédienne Diane Lavallée et de 2 fils, Emmanuel et Olivier, nés de sa deuxième union avec Lise Martin. Il présente depuis 10 ans « La passion selon Marcel » et depuis peu[Quand ?] « Le hasard selon Marcel - synchronicité des rencontres ». En plus des séries télévisées, il joue aussi au théâtre et présente des conférences. Il a aussi participé à des publicités.

## Carrière

### Télévision
- 1982 : Les Moineau et les Pinson : Jean-Jacques Moineau
- 1985 : L'Agent fait le bonheur : Sergent Benoît Ostiguy
- 1987-1994 : Chop Suey : Jean Côté
- 1992 : Bombardier : Léopold Bombardier
- 1993 : Au nom du père et du fils : Napoléon Gadouas
- 1994 : René Lévesque : Dominique Lévesque
- 2001 - 2003 : Watatatow : Jean-Yves Leclerc
- 2002 - 2010 : Virginie : Michel Rivest
- 2016 - 2018 : Les Simone :  Serge Bousquet
- 2022 : L'île Kilucru : Trolilo[4]

### Cinéma
- 1986 : Bach et Bottine : commis de la poissonnerie
- 1990 : Rafales : Gérard Crépeau
- 1991 : L'assassin jouait du trombone : Antoine Arnaud
- 1993 : Tendre Guerre : Laurent, le père de Didier
- 1994 : Louis 19, le roi des ondes : gai
- 1996 : Angélo, Frédo et Roméo : réalisateur québécois
- 2011 : French Imersion : Mario Tremblay
- 2019 : Les Barbares de La Malbaie de Vincent Biron : patron du magasin de sport

### Théâtre
- 2022 : Le curieux destin d’Marcel[4],[5]
- 2023 : Visite libre 2.0 de Michel Charette et François Chénier[6].

## Publications
- 2014 : Sur les chemins du hasard, Cornac  (ISBN 9782895292760)
- 2018 : Se tenir debout[7]

## Politique
En 2021, il a été élu comme conseiller municipal dans le district 6 de Mont-Saint-Hilaire.

## Récompenses
- 1980 - Champion compteur de la Ligue nationale d'improvisation.